# Michael Mortensen
Pour les articles homonymes, voir Mortensen.
Michael Mortensen, né le 12 mars 1961 à Glostrup, est un ancien joueur de tennis professionnel danois.

## Carrière
Il s'est spécialisé dans le double dès les débuts de sa carrière. Il a gagné 5 tournois et s'est incliné à 7 reprises en finale. Il compte également 4 titre sur le circuit Challenger : Tampere et Thessalonique en 1983, Tunis en 1984 et Emden en 1993. Il a aussi atteint 8 autres finales.
En 1988, il est demi-finaliste au tournoi de Miami avec Kelly Jones. L'année suivante, il perd au même stade à Rome avec Tom Nijssen. Il a réalisé ses meilleurs résultats en Grand Chelem en 1985 en atteignant le troisième tour à Roland-Garros associé à Jan Gunnarsson et surtout à les quarts de finale à l'US Open avec Hans Simonsson. En 1989, il atteint une nouvelle fois le troisième tour à Roland-Garros.
Il a participé à 24 rencontres de Coupe Davis entre 1979 et 1990. Il a joué 10 matchs dans le groupe mondial mais n'en a pas remporté un seul.
Il a été l'entraineur de la joueuse chinoise Li Na.

## Palmarès

### Titres en double messieurs
| No | Date       | Nom et lieu du tournoi                     | Catégorie       | Dotation  | Surface         | Partenaire     | Finalistes                     | Score         |  |
| -- | ---------- | ------------------------------------------ | --------------- | --------- | --------------- | -------------- | ------------------------------ | ------------- |  |
| 1  | 09-04-1984 | International Open Championships,Nice Nice | GP World Series | 75 000 $  | Terre (ext.)    | Jan Gunnarsson | Hans Gildemeister Andrés Gómez | 6-1, 7-5      |  |
| 2  | 16-07-1984 | Swedish Open Båstad                        |                 | 75 000 $  | Terre (ext.)    | Jan Gunnarsson | Juan Avendaño Fernando Roese   | 6-0, 6-0      |  |
| 3  | 17-09-1984 | Martini Open Genève                        |                 | 100 000 $ | Terre (ext.)    | Mats Wilander  | Libor Pimek Tomáš Šmíd         | 6-1, 3-6, 7-5 |  |
| 4  | 19-11-1984 | Grand Prix de Toulouse Toulouse            |                 | 100 000 $ | Dur (int.)      | Jan Gunnarsson | Pavel Složil Tim Wilkison      | 6-4, 6-2      |  |
| 5  | 20-02-1989 | Grand Prix de tennis de Lyon Lyon          |                 | 261 000 $ | Moquette (int.) | Eric Jelen     | Jakob Hlasek John McEnroe      | 6-2, 3-6, 6-3 |  |

### Finales en double messieurs
| No | Date       | Nom et lieu du tournoi            | Catégorie           | Dotation  | Surface         | Vainqueurs                     | Partenaire        | Score         |          |
| -- | ---------- | --------------------------------- | ------------------- | --------- | --------------- | ------------------------------ | ----------------- | ------------- | -------- |
| 1  | 23-09-1985 | Trofeo Conde de Godó Barcelone    |                     | 210 000 $ | Terre (ext.)    | Sergio Casal Emilio Sánchez    | Jan Gunnarsson    | 6-3, 6-3      |          |
| 2  | 20-04-1987 | Monte-Carlo Open Monte-Carlo      | Championship Series | 415 000 $ | Terre (ext.)    | Hans Gildemeister Andrés Gómez | Mansour Bahrami   | 6-2, 6-4      | Parcours |
| 3  | 08-02-1988 | Grand Prix de tennis de Lyon Lyon |                     | 240 000 $ | Moquette (int.) | Brad Drewett Broderick Dyke    | Blaine Willenborg | 3-6, 6-3, 6-4 |          |
| 4  | 11-07-1988 | MercedesCup Stuttgart             |                     | 275 000 $ | Terre (ext.)    | Sergio Casal Emilio Sánchez    | Anders Järryd     | 4-6, 6-3, 6-4 |          |
| 5  | 22-08-1988 | Nynex Open Rye Brook              |                     | 93 400 $  | Dur (ext.)      | Andrew Castle Tim Wilkison     | Jeremy Bates      | 4-6, 7-5, 7-6 |          |
| 6  | 19-02-1990 | Stuttgart Indoor Stuttgart        | Championship Series | 825 000 $ | Moquette (int.) | Guy Forget Jakob Hlasek        | Tom Nijssen       | 6-3, 6-2      |          |
| 7  | 01-10-1990 | Grand Prix de Toulouse Toulouse   | World Series        | 260 000 $ | Dur (int.)      | Neil Broad Gary Muller         | Michiel Schapers  | 7-6, 6-4      |          |

## Parcours en Grand Chelem

### En simple
N'a jamais participé à un tableau final

### En double mixte
| Année | Open d'Australie (janvier) | Open d'Australie (janvier) | Internationaux de France     | Internationaux de France   | Wimbledon                    | Wimbledon                 | US Open                      | US Open                   | Open d'Australie (décembre) | Open d'Australie (décembre) |
| ----- | -------------------------- | -------------------------- | ---------------------------- | -------------------------- | ---------------------------- | ------------------------- | ---------------------------- | ------------------------- | --------------------------- | --------------------------- |
| 1984  | n/a                        | n/a                        | -                            | -                          | 1er tour (1/32) Tine Scheuer | Sharon Walsh T. Giammalva | -                            | -                         | n/a                         | n/a                         |
| 1986  | n/a                        | n/a                        | 3e tour (1/8) Tine Scheuer   | Kathy Jordan Ken Flach     | 2e tour (1/16) Tine Scheuer  | Navrátilová H. Günthardt  | 1/4 de finale Tine Scheuer   | Navrátilová Peter Fleming | n/a                         | n/a                         |
| 1987  | -                          | -                          | 1/2 finale Tine Scheuer      | Pam Shriver E. Sánchez     | 1/4 de finale Tine Scheuer   | Jo Durie Jeremy Bates     | 1er tour (1/16) Tine Scheuer | Louise Field M. Woodforde | n/a                         | n/a                         |
| 1988  | -                          | -                          | 3e tour (1/8) Tine Scheuer   | B. Schultz M. Schapers     | 3e tour (1/8) Tine Scheuer   | Gretchen Rush Kelly Jones | -                            | -                         | n/a                         | n/a                         |
| 1989  | 1er tour (1/32) B. Schultz | Z. Garrison S. Stewart     | 1er tour (1/32) Tine Scheuer | B. Schultz M. Schapers     | 3e tour (1/8) Tine Scheuer   | Jana Novotná Jim Pugh     | -                            | -                         | n/a                         | n/a                         |
| 1990  | -                          | -                          | 1/4 de finale Tine Scheuer   | Nicole Provis Danie Visser | 1er tour (1/32) Tine Scheuer | M. de Swardt Piet Norval  | 1/4 de finale M. Bollegraf   | N. Zvereva Jim Pugh       | n/a                         | n/a                         |

Sous le résultat, le partenaire ; à droite, l’ultime équipe adverse.